# Charles-Philippe Place
Charles-Philippe Place (ur. 14 lutego 1814 w Paryżu, zm. 5 marca 1893 w Rennes) – francuski duchowny katolicki, kardynał, arcybiskup Rennes.

## Życiorys
Święcenia kapłańskie przyjął 30 marca 1850 w Rzymie. 22 czerwca 1866 został wybrany biskupem Marsylii. 26 sierpnia 1866 w Rzymie przyjął sakrę z rąk papieża Piusa IX (współkonsekratorami byli biskupi Giuseppe Cardoni i Francesco Marinelli). Uczestniczył w obradach Soboru Watykańskiego I. 15 lipca 1878 przeszedł na stolicę metropolitalną Rennes, na której pozostał już do śmierci. 7 czerwca 1886 Leon XIII wyniósł go do godności kardynalskiej z tytułem prezbitera Santa Maria Nuova.